# Lygomme
Lygomme est la marque d'une transformation agroalimentaire élaborée et commercialisée par la société Cargill. Lygomme ACH Optimum, destiné au marché européen, permet aux transformateurs agroalimentaires la fabrication d'un substitut de fromage.
Surnommée "faux fromage" et symbolique de la "malbouffe", cette transformation agroalimentaire entre dans la composition de pizzas, lasagnes, tacos, cheeseburgers  industriels en remplacement des fromages à pâtes dures usuels.

## Composition
Cette transformation est composée de trois amidons, de deux gélifiants, d'un galactomannane (gomme de caroube, gomme de guar et gomme tara) et d'un carraghénane.